# 宝山南路站
宝山南路站是贵阳轨道交通2号线的地铁车站，位于中华人民共和国贵州省贵阳市南明区宝山南路与观水路交叉口，于2021年4月28日开通。

## 车站结构
宝山南路站沿宝山南路呈南北向设置，为地下二层岛式站台车站，车站长180米，宽22.16米，车站地下一层为站厅层，地下二层为站台层。
| 地面              | 出入口 | A1、A2、B出入口                                                                                                 |
| 地下一层          | 站厅   | 客服中心、自动售票机、验票机                                                                                    |
| 地下二层          | 站台   | \| \| \| █ 2号线往白云北路（省人民医院） \| \| 島式 · 開左邊车门 \| \| \| \| \| \| █ 2号线往中兴路（油榨街） \| |
|                   |        | █ 2号线往白云北路（省人民医院）                                                                                 |
| 島式 · 開左邊车门 |        | |
|                   |        | █ 2号线往中兴路（油榨街）                                                                                       |

## 车站出口
宝山南路站共有3个出入口，各出口及周围设施如下所示：
| 编号                    | 出入口信息                                                       | 照片 | 无障碍设施 |
| ----------------------- | ---------------------------------------------------------------- | ---- | ---------- |
| A · 1 · 出口            | 宝山南路，观水路，新秀城，新世界盛世花园                         |      | 不適用     |
| A · 2 · 出口 · （设有） | 宝山南路，观水路，贵阳市第十八中学，贵州省分析测试研究院，南浦路 |      |            |
| B · 出口                | 宝山南路，观水路社区，铁路局设计院家属区                         |      | 不適用     |
| 图例： 设有             |                                                                  |      |            |

## 接驳交通

### 公交车
- 宝山南路：5路，10路，12路，35路，46路，48路，52路，76路，83路，B262路

## 车站历史
本站建设时期工程名为观水路站，开通前正式命名为宝山南路站，站名来自车站所处的宝山南路。
- 2018年5月1日，车站主体暗挖隧道贯通[3]。
- 2021年4月28日，车站随2号线工程通车开通[1]。